# MAPP-Gas
MAPP-Gas (von englisch methylacetylene-propadiene propane) ist ein Gemisch aus mehreren Flüssiggasen, das überwiegend aus Propin (Methylacetylen), Propadien (Allen) und Propan besteht. MAPP-Gas wird als Brenngas zum Schweißen oder Löten verwendet, wobei es mit 2927 °C fast die Brenntemperatur von Acetylen (3160 °C) erreicht. Es ist leistungsfähiger als die anderen Flüssiggase und benötigt ein viel geringeres Volumen als Acetylen, da es nicht unter Druck steht. Insbesondere beim Unterwasserschweißen und Gaslöten hat MAPP-Gas Vorteile.
Eine Flasche MAPP-Gas (21 kg) ersetzt 3 bis 4 Flaschen Acetylen oder 160 bis 200 kg Calciumcarbid.
Typische Zusammensetzung:
- 38,4 % Propin
- 34,9 % Propadien
- 22,7 % andere Kohlenwasserstoffe

MAPP-Gas war ursprünglich ein Markenname von Dow Chemical.
Im Handel befindliche "MAPP"-Gasmischungen enthalten seit etwa 2010 nicht mehr die originalen Inhaltsstoffe Methylacetylen, Propadien und Propan. Die im Handel erhältlichen Kartuschen für Verbraucher enthalten stattdessen eine Mischung aus Isobutan und Propen sowie geringe Mengen Aceton zur Füllmengenerhöhung. Auch wird reines Propen als "MAPP"-Gas vermarktet. Die so hergestellten Mischungen erreichen allerdings nicht die Flammentemperatur von dem originalen MAPP-Gas, sondern nur rund 2400–2700 °C, je nach Herstellerangabe und Mischungsverhältnis der verwendeten Gase. Methylacetylenhaltige Mischungen sind nur noch für spezielle Industrien mit gesonderten Sicherheitsanforderungen erhältlich.